# Lawrence Kasdan
Lawrence Edward Kasdan (Miami, Florida; 14 de enero de 1949) es un director y guionista estadounidense. Se hizo famoso por ser el guionista de las dos secuelas de Star Wars, y por participar en la creación, junto con George Lucas y Steven Spielberg del personaje de Indiana Jones, del cual escribió el guion de la primera película, Raiders of the Lost Ark.

## Biografía
De familia judía húngara, se crio en Morgantown, Virginia Occidental. Tras ganar fama como guionista de la primera secuela de La guerra de las galaxias, en 1981 Kasdan escribiría el guion de su primera película como director, Body Heat —Fuego en el cuerpo—, que fue un éxito de crítica y público. En ella trabajaron actores jóvenes que se convertirían en estrellas de la década tales como William Hurt, Kathleen Turner, Mickey Rourke, así como el televisivo Ted Danson. En el mismo año de 1981 también participaría junto con Steven Spielberg y George Lucas en la creación del personaje de Indiana Jones, y participaría en su guion. 
Su siguiente película como director llegó en 1983, Reencuentro, una comedia coral en la que aparecían actores destacados como Tom Berenger, Jeff Goldblum, Glenn Close, Kevin Kline y William Hurt, con el que ya había trabajado en su película anterior. En esta película aparecerá también Kevin Costner, al que convertiría en estrella en su siguiente película, un western titulado Silverado. Además de Costner, en esta película trabajarían muchos actores famosos y conocidos del momento como Kevin Kline, Scott Glenn, Danny Glover, Brian Dennehy, Rosanna Arquette o Jeff Goldblum. Si bien Silverado de 1985 volvió a cosechar un éxito comercial, no logró su objetivo de revitalizar el Western que llevaba años de capa caída tras el fracaso de La puerta del cielo de Michael Cimino. Si bien la crítica consideró la película entretenida, se apreció que poco aportaba al género y que más bien era una recopilación de western anteriores. 
En 1988 adaptaría la novela de Anne Tyler The Accidental Tourist. En esta película volvería a reunir a la pareja protagonista de Fuego en el cuerpo, William Hurt y Kathleen Turner, completando el triángulo amoroso Geena Davis, que ganaría un Óscar como mejor actriz de reparto por esta película. En 1990 repite con una comedia coral, Te amaré hasta que te mate, donde vuelve a trabajar con viejos conocidos como Kevin Kline o William Hurt, a los que se sumaron estrellas en ciernes como Keanu Reeves o el malogrado River Phoenix.
En 1991 realizaría la que para algunos es su obra maestra, Grand Canyon, otra película coral, llena de grandes interpretaciones y momentos. La película narra la historia de varias familias de la ciudad de Los Ángeles que se entrecruzan constantemente.
En 1994 Kasdan volvería a dirigir un western, Wyatt Earp, una ambiciosa película protagonizada por Kevin Costner que daba vida al famoso Sheriff, y que contaba con un gran número de estrellas. Sin embargo, en esta ocasión la película no estuvo a la altura de las expectativas, al considerarse que su excesivo metraje la hacía aburrida. No obstante se puede destacar la gran interpretación de Dennis Quaid en el papel de Doc Holliday. Puede darse el dato curioso que Costner, que había empezado a convertirse en una estrella con el primer western de Kasdan, comenzaría su declive justamente con esta película.
Escarmentado del western y las superproducciones, la siguiente película de Kasdan, French Kiss, fue una comedia menor, aunque en ella volvía a contar con Kevin Kline, emparejándolo con Meg Ryan, actriz siempre eficaz en la comedia romántica.
The Hollywood Reporter informó el 20 de noviembre de 2012 que Kasdan estaba cerca de cerrar un acuerdo para escribir y producir los episodios VIII y IX de la saga Star Wars junto con Simon Kinberg.

## Filmografía
| año  | Título                                              | notas                  |
| ---- | --------------------------------------------------- | ---------------------- |
| 1980 | Star Wars: Episodio V - El Imperio contraataca      | escritor               |
| 1981 | Raiders of the Lost Ark                             | escritor               |
| 1981 | Body Heat                                           | escritor, director     |
| 1981 | Continental Divide                                  | escritor               |
| 1983 | Star Wars: Episode VI - Return of the Jedi          | escritor               |
| 1983 | Reencuentro                                         | escritor, director     |
| 1985 | Silverado                                           | escritor, director     |
| 1988 | The Accidental Tourist                              | escritor, director     |
| 1990 | Te amaré hasta que te mate                          | director               |
| 1991 | Grand Canyon                                        | escritor, director     |
| 1992 | El guardaespaldas                                   | escritor y productor   |
| 1994 | Wyatt Earp                                          | escritor, director     |
| 1995 | French Kiss                                         | director               |
| 1999 | Mumford                                             | escritor y director    |
| 2003 | Dreamcatcher                                        | escritor y director    |
| 2007 | In the Land of Women                                | escritor y director    |
| 2009 | Robotech                                            | escritor               |
| 2010 | Furia de Titanes                                    | escritor               |
| 2010 | Time Share                                          | director               |
| 2012 | ¡Por fin solos!                                     | escritor y director    |
| 2015 | Star Wars: Episodio VII - El despertar de la Fuerza | escritor               |
| 2018 | Han Solo: Una historia de Star Wars                 | escritor y coproductor |

## Premios y distinciones
Premios Óscar
| Año  | Categoría            | Película              | Resultado |
| ---- | -------------------- | --------------------- | --------- |
| 1984 | Mejor guion original | Reencuentro           | Nominado  |
| 1989 | Mejor película       | El turista accidental | Nominado  |
| 1989 | Mejor guion adaptado | El turista accidental | Nominado  |
| 1992 | Mejor guion original | Grand Canyon          | Nominado  |

Festival Internacional de Cine de San Sebastián
| Año  | Categoría      | Película | Resultado |
| ---- | -------------- | -------- | --------- |
| 1999 | Premio del CEC | Mumford  | Ganador   |